# Pyrocoelia flaviventris
Pyrocoelia flaviventris is een keversoort uit de familie glimwormen (Lampyridae). De wetenschappelijke naam van de soort is voor het eerst geldig gepubliceerd in 1878 door Fairmaire.